# Claudio Villagra
Claudio Villagra (Despeñaderos, 2 gennaio 1996) è un calciatore argentino, attaccante dell'Arsenal Sarandí.

## Caratteristiche tecniche
È un'ala mancina.

## Carriera
Cresciuto nelle giovanili del Banfield, ha esordito in prima squadra l'8 maggio 2014 in occasione del match di Copa Argentina vinto 3-0 contro l'Aldosivi.

## Statistiche

### Presenze e reti nei club
Statistiche aggiornate al 13 marzo 2018.
| Stagione        | Squadra         | Campionato      | Campionato | Campionato | Coppe nazionali | Coppe nazionali | Coppe nazionali | Coppe continentali | Coppe continentali | Coppe continentali | Altre coppe | Altre coppe | Altre coppe | Totale | Totale | Totale |
| Stagione        | Squadra         | Comp            | Pres       | Reti       | Comp            | Pres            | Reti            | Comp               | Pres               | Reti               | Comp        | Pres        | Reti        | Pres   | Reti   |        |
| --------------- | --------------- | --------------- | ---------- | ---------- | --------------- | --------------- | --------------- | ------------------ | ------------------ | ------------------ | ----------- | ----------- | ----------- | ------ | ------ | ------ |
| 2013-2014       | Banfield        | BN              | 1          | 0          | CA              | 1               | 0               |                    | -                  | -                  |             | -           | -           | 2      | 0      |        |
| 2014            | Banfield        | PD              | 1          | 0          |                 | -               | -               |                    | -                  | -                  |             | -           | -           | 1      | 0      |        |
| 2015            | Banfield        | PD              | 5          | 2          | CA              | 0               | 0               |                    | -                  | -                  |             | -           | -           | 5      | 2      |        |
| 2016            | Banfield        | PD              | 11         | 1          | CA              | 1               | 0               | CS                 | 0                  | 0                  |             | -           | -           | 12     | 1      |        |
| 2016-2017       | Banfield        | PD              | 4          | 1          | CA              | 2               | 0               |                    | -                  | -                  |             | -           | -           | 6      | 1      |        |
| 2017-2018       | Banfield        | PD              | 8          | 0          | CA              | 0               | 0               | CL                 | 1                  | 0                  |             | -           | -           | 9      | 0      |        |
| Totale carriera | Totale carriera | Totale carriera | 30         | 4          |                 | 4               | 0               |                    | 1                  | 0                  |             | -           | -           | 35     | 4      |        |